# جيف لوسون
جيف لوسون (7 ديسمبر 1957 في أستراليا - ) (بالإنجليزية: Geoff Lawson)‏ هو لاعب كريكت أسترالي. شارك مع منتخب أستراليا الوطني للكريكت. أما مع النوادي، فقد لعب مع نادي مقاطعة لانكشر للكريكت ‏ وفريق جنوب ويلز الجديد للكريكت ‏.

## وصلات خارجية
- جيف لوسون على موقع إي آس بي آن كريك إنفو (الإنجليزية)